# Novacianismo
O novacionismo ou novacianismo foi um movimento durante o cristianismo primitivo formado pelos seguidores de Novaciano e que se recusavam a readmitir em comunhão os lapsi — os cristãos batizados que tinham renegado a sua fé e realizado sacrifícios aos deuses pagãos — durante a perseguição de Décio em 250. Eles foram posteriormente declarados como heréticos.

## Novaciano
Novaciano era um padre romano que, em 251, se opôs à eleição do papa Cornélio, que se seguiu ao martírio do papa Fabiano durante a perseguição, sob o argumento de que ele era muito frouxo em seus critérios para aceitar os cristãos arrependidos. Ele se permitiu ser eleito como rival, o primeiro antipapa. Seu argumento era que os lapsi não deveriam ser recebidos de volta em comunhão com a igreja e que casar novamente era ilegal. Ele e seus seguidores foram excomungados por um sínodo realizado em Roma em outubro daquele mesmo ano. Acredita-se que o próprio Novaciano tenha sido martirizado durante a perseguição aos cristãos do imperador Valeriano (253–260).

## Novacionismo depois de Novaciano
Após a sua morte, os seguidores de Novaciano se espalharam rapidamente e podiam ser encontrados em todas as províncias, em grande quantidade em algumas delas. Eles eram chamados de novacionistas, mas chamavam a si próprios de καθαροι (em grego:  "katharoi" - "puritanos"), refletindo o seu desejo de não se misturar com o que consideravam práticas frouxas de uma igreja corrupta. Eles chegaram ao ponto de rebatizar seus próprios convertidos, o que era considerado uma heresia por negar à igreja a possibilidade de conceder a absolvição no caso do lapsi. Eles foram também considerados cismáticos pela igreja antiga por não se submeterem à autoridade do bispo de Roma. 
Fora estes pontos, as demais práticas dos novacianos eram idênticas às da Igreja.
Nos séculos IV e V, os donatistas do Norte da África mantiveram uma crença similar sobre os cristãos que renegaram sua fé durante as perseguições. E eles também foram considerados heréticos.